# Tatjana Iwanowna Peltzer

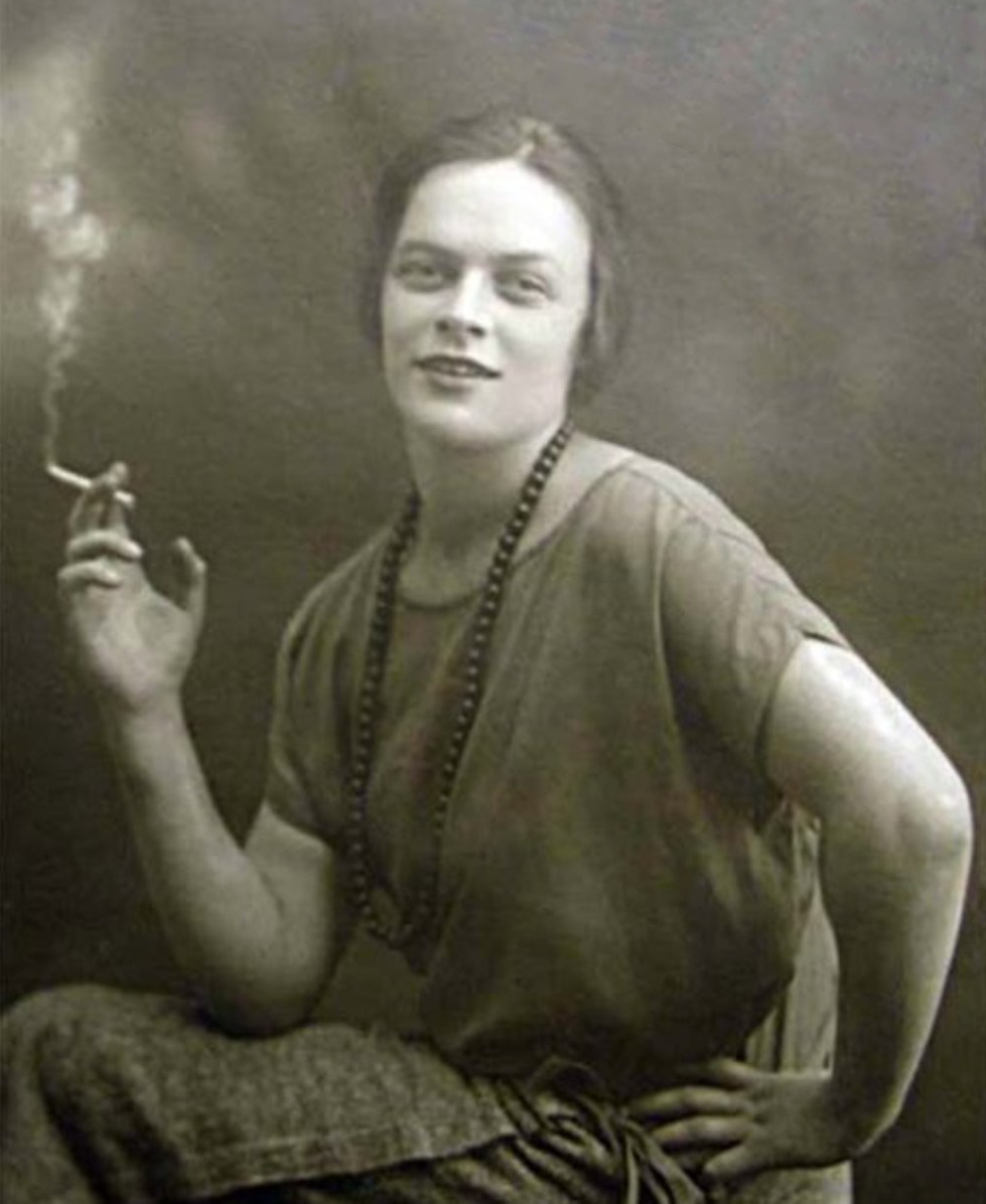
Tatjana Peltzer (1920er)

Tatjana Iwanowna Peltzer (russisch Татьяна Ивановна Пельтцер; * 24. Maijul. / 6. Juni 1904greg. in Moskau; † 16. Juli 1992 ebenda) war eine russische bzw. sowjetische Schauspielerin.

## Leben
Peltzer kam als Tochter des Schauspielers Iwan Peltzer (Johann Peltzer; 1871–1959) und Enkelin des Textilfabrikanten Robert von Peltzer in Moskau zur Welt. Die Familie stammte von ihrem Urgroßvater und Tuchfabrikanten Napoléon Peltzer (1802–1889) aus Stolberg im Rheinland ab, der 1821 nach Russland auswanderte. Ihre Mutter Jewgenija Sergejewna Peltzer, die ursprünglich Esfir Boruchowna Roisen hieß, entstammte einer russisch-jüdischen Familie, ließ sich aber zur Eheschließung mit ihrem Mann taufen und nahm einen klassisch russischen Namen an. Jewgenijas Vater war Rabbiner gewesen. Tochter Tatjana wuchs bis 1914 ausschließlich deutschsprachig auf. Sie absolvierte keine klassische Schauspielausbildung, sondern lernte autodidaktisch von ihrem Vater, der auch eine kleine Schauspielschule leitete. Im Jahr 1913 gab sie im Alter von neun Jahren im Stück Quo Vadis ihr Bühnendebüt. Ihr erstes festes Theaterengagement erhielt Peltzer 1920 am Theater in Naxçıvan, weitere Engagements an Provinztheatern folgten. In den späten 1920er- und frühen 1930er-Jahren war Peltzer neben kleineren Engagements als Schreibkraft tätig. Im Jahr 1927 hatte sie den deutschen Kommunisten und Philosophen Hans Teubner geheiratet und ging mit ihm 1930 nach Berlin, wo sie als Schreibkraft einer sowjetischen Wirtschaftsdelegation tätig war. Auch in Berlin wurde Peltzer als Schauspielerin aktiv, so besetzte sie Erwin Piscator in einer Inszenierung des Stücks Inge.
Nach der Scheidung von ihrem Ehemann 1931 kehrte Peltzer im selben Jahr nach Moskau zurück. Hier wurde sie 1938 am Mossowjet-Theater engagiert und spielte ab 1940 am Theater der Miniaturen in Moskau zahlreiche große Rollen vor allem im komödiantischen Fach. Ab 1947 wurde sie eine der führenden Theaterschauspielerinnen am Moskauer Theater der Satire. Für ihre Leistungen als Schauspielerin wurde Peltzer 1951 mit dem Stalinpreis ausgezeichnet und neun Jahre später zum Volkskünstler der RSFSR ernannt. Als erste Schauspielerin des Theaters der Satire erhielt sie 1972 den Ehrentitel Volkskünstler der UdSSR.
Ihr Leinwanddebüt im Film hatte Peltzer 1943 in der satirischen Komödie Она защищает Родину unter der Regie von Friedrich Ermler gegeben. Ab Mitte der 1950er-Jahre wurde Peltzer zu einer gefragten Darstellerin vor allem älterer Frauen und später Großmütter. Im Märchenfilm Abenteuer mit der Tarnkappe verkörperte sie 1982 zudem die populäre Märchenfigur Baba-Jaga.
Ab 1977 war Peltzer Ensemblemitglied des Lenkom-Theater in Moskau. In späten Jahren litt sie unter Gedächtnisverlust und spielte 1989 von der Krankheit gezeichnet in einer ihrer letzten Rollen nahezu stumm: Regisseur Mark Sacharow, dem sie ans Lenkom-Theater gefolgt war, inszenierte für sie Grigori Gorins Kaddisch, der die Rolle der Berta extra für Peltzer geschrieben hatte. Die Schauspielerin verstarb 1992 in Moskau und wurde auf dem Wwedenskoje-Friedhof beigesetzt.

## Filmografie (Auswahl)
- 1955: Viel Lärm um Maxim (Максим Перепелица)
- 1955: Reifezeugnis (Аттестат зрелости)
- 1955: Die Tigerbändigerin (Укротительница тигров)
- 1956: Wanja, das geht zu weit (Солдат Иван Бровкин)
- 1958: Wanja erobert Neuland (Иван Бровкин на целине)
- 1964: Notruf (Ноль три)
- 1965: Abenteuer im Zauberwald (Морозко)
- 1968: Der Dorfdetektiv (Деревенский детектив)
- 1969: Kleiner Kranich (Журавушка)
- 1970: Die Abenteuer des gelben Köfferchens (Приключения жёлтого чемоданчика)
- 1973: Die Zwölf Monate (Двенадцать месяцев)
- 1974: Zarewitsch Proscha (Царевич Проша)
- 1974: Ein toller Tag, oder Die Hochzeit des Figaro (Безумный день, или Женитьба Фигаро) (TV)
- 1976: Das haben wir noch nicht durchgenommen (Это мы не проходили)
- 1977: Wie der dumme Iwanuschka das Wunder suchte (Как Иванушка-дурачок за чудом ходил)
- 1979: Sanja, der fliegende Erfinder (Примите телеграмму в долг)
- 1981: Das fremde Fell (Отставной козы барабанщик)
- 1981: Das hätten sie sich nicht träumen lassen (Вам и не снилось…)
- 1982: Die Prinzessin mit der Eselshaut (Ослиная шкура)
- 1982: Abenteuer mit der Tarnkappe (Там, на неведомых дорожках…)
- 1982: Das Kuckucksei (Не было печали)
- 1984: Graf Cagliostro und die Formel der Liebe (Формула любви) (TV)
- 1985: Und da kam Bumbo (И вот пришёл Бумбо)
- 1985: Wie man glücklich wird (Как стать счастливым)
- 1986: Am Sankt-Nimmerleinstag (После дождичка в четверг)